# McGregor (Minnesota)
McGregor è un comune degli Stati Uniti d'America, situato nello Stato del Minnesota, nella Contea di Aitkin.

## Citazioni letterarie
McGregor viene citato nell'acclamato romanzo Wild - Una storia selvaggia di avventura e rinascita della scrittrice statunitense Cheryl Strayed, best-seller editoriale del 2012.